# Glandularia ballsii
Glandularia ballsii là một loài thực vật có hoa trong họ Cỏ roi ngựa. Loài này được (Moldenke) Botta mô tả khoa học đầu tiên năm 1992.